# Indothele
Indothele es un género de arañas migalomorfas de la familia Dipluridae. Se encuentra en India.

## Lista de especies
Según The World Spider Catalog 11.5:
- Indothele dumicola (Pocock, 1900)
- Indothele lanka Coyle, 1995
- Indothele mala Coyle, 1995
- Indothele rothi Coyle, 1995